# Асен Халачев
Асен Илиев Халачев е български политик от БРСДП (т.с.), а по-късно от БКП(т.с.).

## Биография
Асен Халачев е роден на 28 декември 1889 г. в град Плевен. Завършва Априловската гимназия в Габрово. Член е на БРСДП (т.с.) от 1908 г.
През 1912 г. завършва право в Женева. Участва в Първата световна война като офицер. Развива силна антивоенна пропаганда сред войниците на фронта.
След войната работи като адвокат в Плевен. Избран е за ръководител на местната организация на БКП. Участва в управленията на Плевенска община (1919 – 1923).
Под негово ръководство плевенската организация на БКП първа в страната се включва в Юнското въстание 1923 г. Вдига дейците си на оръжие и във взаимодействие с оранжевата гвардия в Плевен завзема целия град, с изключение на казармата. След нареждане за неутралитет от члена на ЦК на БКП Тодор Луканов, правителствени войскови части сломяват въстанието в Плевен. Асен Халачев е арестуван, изтезаван и убит.